# Distretto di Ambatomainty
Il distretto di Ambatomainty è un distretto del Madagascar situato nella regione di Melaky. Ha per capoluogo la città di Ambatomainty.
La popolazione del distretto è di 27 876 abitanti (censimento 2011).